# Bruninho
Bruno Anderson da Silva Sabino, mer känd som Bruninho, född 29 september 1989, är en brasiliansk före detta fotbollsspelare. Han spelade under sin karriär för bland annat FC Nordsjælland och Guangzhou R&F.